# Medesano
Medesano (Medzàn in dialetto parmigiano) è un comune italiano di 10 763 abitanti della provincia di Parma in Emilia-Romagna.

## Geografia fisica
Medesano sorge sulla sinistra del fiume Taro, in posizione collinare, ai piedi dei primi rilievi dell'Appennino parmense.
A margine del centro, in posizione dominante sulla val di Taro, si erge il Poggio, su cui nel XII secolo fu edificato il castello, probabilmente sui resti del Castrum Medexani romano.

## Origini del nome
L'origine, sicuramente latina, del toponimo non è accertata; secondo alcune ipotesi deriverebbe da Medianum, qualora la località originaria fosse identificabile nell'omonimo centro urbano indicato nella Tabula alimentaria traianea, o Medicianum, per la presenza delle acque curative di Sant'Andrea Bagni, già allora conosciute, oppure ancora Medisianus (o Matisianus), dal nomen Medisius (o Matisius).

## Storia
Il primo insediamento umano nella zona di Medesano sorse nell'età del bronzo, nel II millennio a.C., ad opera dei Terramaricoli, che vi edificarono un piccolo villaggio nei pressi del fiume Taro.
Alle palafitte fecero seguito altri stanziamenti, ma furono i Romani a creare lungo la Via Aemilia Scauri il primitivo centro urbano di Medesano.
In tarda età imperiale il Castrum Medexani, forse collocato sulla cima dell'attuale Poggio, fu probabilmente fortificato per via della posizione strategica a presidio dell'accesso alla valle del Taro, che con la via romana consentiva l'attraversamento della catena appenninica.
La strada e la località accrebbero notevolmente la propria importanza soprattutto nei secoli che seguirono l'invasione dei Longobardi, avvenuta nel 586. Proprio per questo tra l'805 e l[813 i vescovi di Lucca Jacopo prima e Pietro poi acquistarono alcuni terreni nella zona di Medesano, conosciuta all'epoca come Medexano, Metexano, Medasiano o Metasiano.
Nell'835 la regina Cunegonda, vedova del re d'Italia Bernardo, destinò per volontà testamentaria il territorio medesanese al monastero di Sant'Alessandro di Parma, da lei fondato nello stesso anno.
A testimonianza dell'importanza raggiunta in epoca medievale dalla località, secondo alcuni documenti nell'883 l'imperatore del Sacro Romano Impero Carlo il Grosso si recò personalmente a Medesano in aiuto dell'amico Cristoforo.
La strada, detta in seguito via Francigena, fu percorsa nel 990 dall'arcivescovo di Canterbury Sigerico, che indicò in Metane la XXXV tappa del suo Itinerario.
Nel 1014 l'imperatore Enrico II il Santo confermò all'abbazia di Leno il possesso di Medesano.
Tra il 1140 e il 1145 il marchese Oberto I Pallavicino costruì il primo castello sulla cima dell'attuale Poggio, a presidio della vallata, e vi insediò il figlio Delfino, che ne 1150 subì l'assalto delle soldatesche del fratello Guglielmo; il maniero fu distrutto e presto riedificato, ma nel 1162 fu nuovamente devastato dai piacentini aiutati dai borghigiani. Nel 1189 l'imperatore Federico Barbarossa confermò i diritti feudali al marchese Oberto I.
In seguito alla presa del potere da parte dei guelfi a Parma, nel 1247 Federico II di Svevia radunò a Medesano le truppe alleate, tra cui quelle di Ezzelino III da Romano; il castello subì l'attacco da parte delle soldatesche imperiali, guidate dal marchese Manfredo II Lancia, e l'anno seguente fu espugnato e distrutto, per essere nuovamente ricostruito per volere di Federico II, che lo assegnò al marchese Oberto II Pallavicino. Nel 1249 i parmigiani, forti della vittoria nella battaglia di Parma, riconquistarono il maniero, che tre anni dopo fu nuovamente attaccato dai fuoriusciti ghibellini; i guelfi parmigiani, appoggiati dal legato pontificio Gregorio da Montelongo e aiutati dai piacentini, contrattaccarono e Oberto fu costretto alla resa. Nel 1267 il Pallavicino escogitò uno stratagemma che spinse i castellani fuori dalle mura del forte, che riprese facilmente e successivamente distrusse; il maniero, ancora riedificato, fu riconquistato nel 1297 dai parmigiani.
Nel 1312 il ghibellino Jacopo da Cornazzano, alleato dei Rossi, espugnò il forte sottraendolo al Signore di Parma Giberto III da Correggio, depredò le campagne vicine e diede alle fiamme l'abbazia di Fontevivo; per rappresaglia, l'anno seguente i guelfi appiccarono un incendio al castello di Medesano, che fu completamente distrutto, ma nuovamente ricostruito dai Rossi. Nel 1335 il maniero fu attaccato ed espugnato dai guelfi parmigiani.
Nel 1395 la fortificazione fu riconquistata dai Pallavicino, ma nel 1403 fu saccheggiata con il borgo adiacente da Niccolò Pallavicino, loro discendente; il castello fu allora espugnato dai da Correggio, ma nel 1416 il duca di Milano Filippo Maria Visconti impose loro di restituirlo ad Antonio Pallavicino; Galeazzo da Correggio si rifiutò e fu attaccato dai milanesi; messo alle strette, preferì dare alle fiamme il maniero piuttosto che consegnarlo intatto al nemico.
Il castello fu successivamente ricostruito e Medesano divenne feudo milanese sotto Ludovico il Moro.
Nel 1495, durante la battaglia di Fornovo, la zona tra Felegara e Ramiola fu teatro degli scontri più accesi del conflitto; al termine del combattimento, il re di Francia Carlo VIII pernottò nel castello di Medesano e vi seppellì il fratello morto.
In seguito la zona perse l'importanza strategica fino ad allora mantenuta; il feudo, dapprima assegnato ai Mischi, passò successivamente ai Sanvitale, che ne mantennero i diritti fino alla loro abolizione sancita da Napoleone per il ducato di Parma e Piacenza nel 1805.
Il 29 aprile 1945 i reparti armati della RSI dipendenti dal Gruppo Divisioni del generale Otto Fretter-Pico e provenienti dalla Garfagnana, dopo un ultimo combattimento a Fornovo di Taro, consegnarono le armi alla Força Expedicionária Brasileira a Medesano.

## Monumenti e luoghi d'interesse

### Architetture religiose

#### Chiesa di San Pantaleone

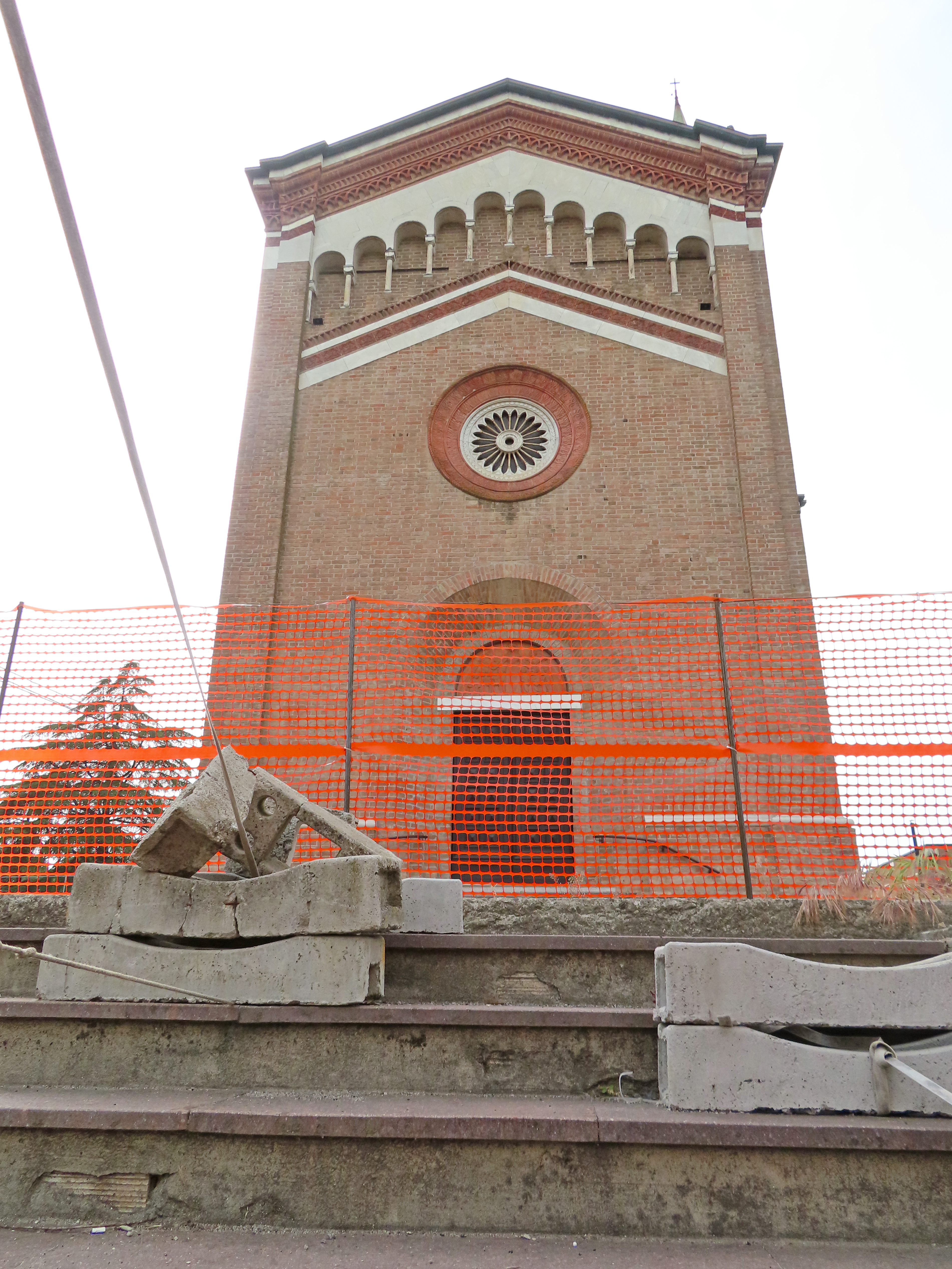
Chiesa di San Pantaleone

Menzionata per la prima volta nel 1230, la cappella originaria sul Poggio fu sostituita nel 1564 da un nuovo edificio ubicato in prossimità del rio Campanara, dichiarato inagibile nel 1908; ricostruita in forme neoromaniche e neogotiche nella collocazione odierna tra il 1913 e il 1928, la chiesa fu completata nel 1960 con la sopraelevazione del campanile fino alla quota di 51,5 m; danneggiata dai terremoti del 1971 e del 1983, fu successivamente restaurata e consolidata internamente. Il luogo di culto, caratterizzato dall'estrema verticalità delle strutture, è decorato nella zona absidale con un alto mosaico raffigurante la Santissima Trinità. In adiacenza sorge la canonica neoromanica, edificata nel 1948 su progetto del geometra Renato Arisi.

#### Santuario di Santa Lucia a Santa Lucia

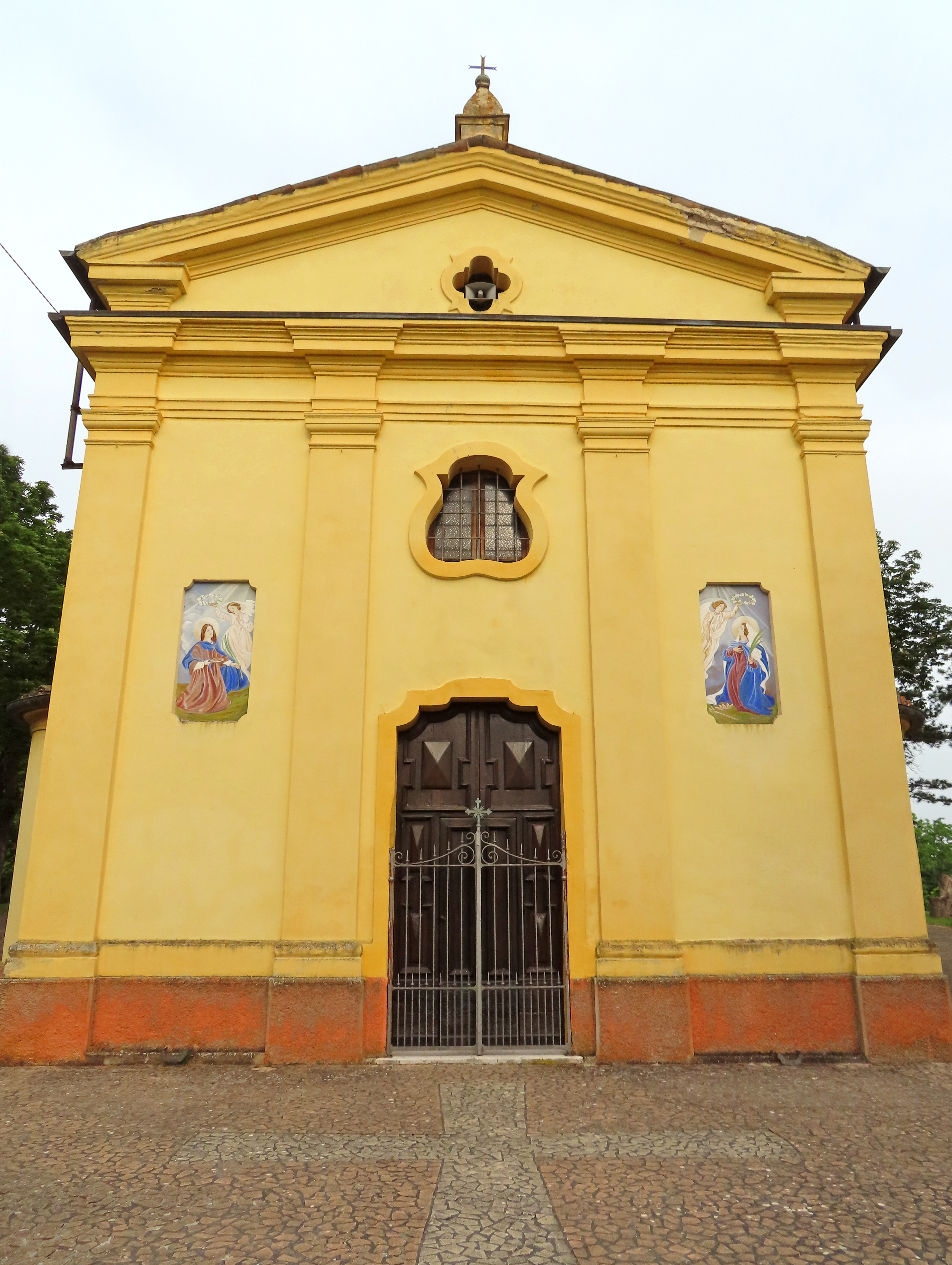
Santuario di Santa Lucia a Santa Lucia

Menzionata per la prima volta nel 1354, l'Ecclesia Sancte Lucie de Varano Marchionum fu ricostruita nel 1565 ed eretta a sede parrocchiale autonoma nel 1609; completamente riedificata in forme barocche tra il 1731 e il 1794, fu elevata a santuario diocesano
nel 1952. Il luogo di culto, affiancato da due cappelle per lato, è internamente ornato con lesene doriche e affreschi sulle volte di copertura.

#### Chiesa di San Giovanni Battista a Felegara

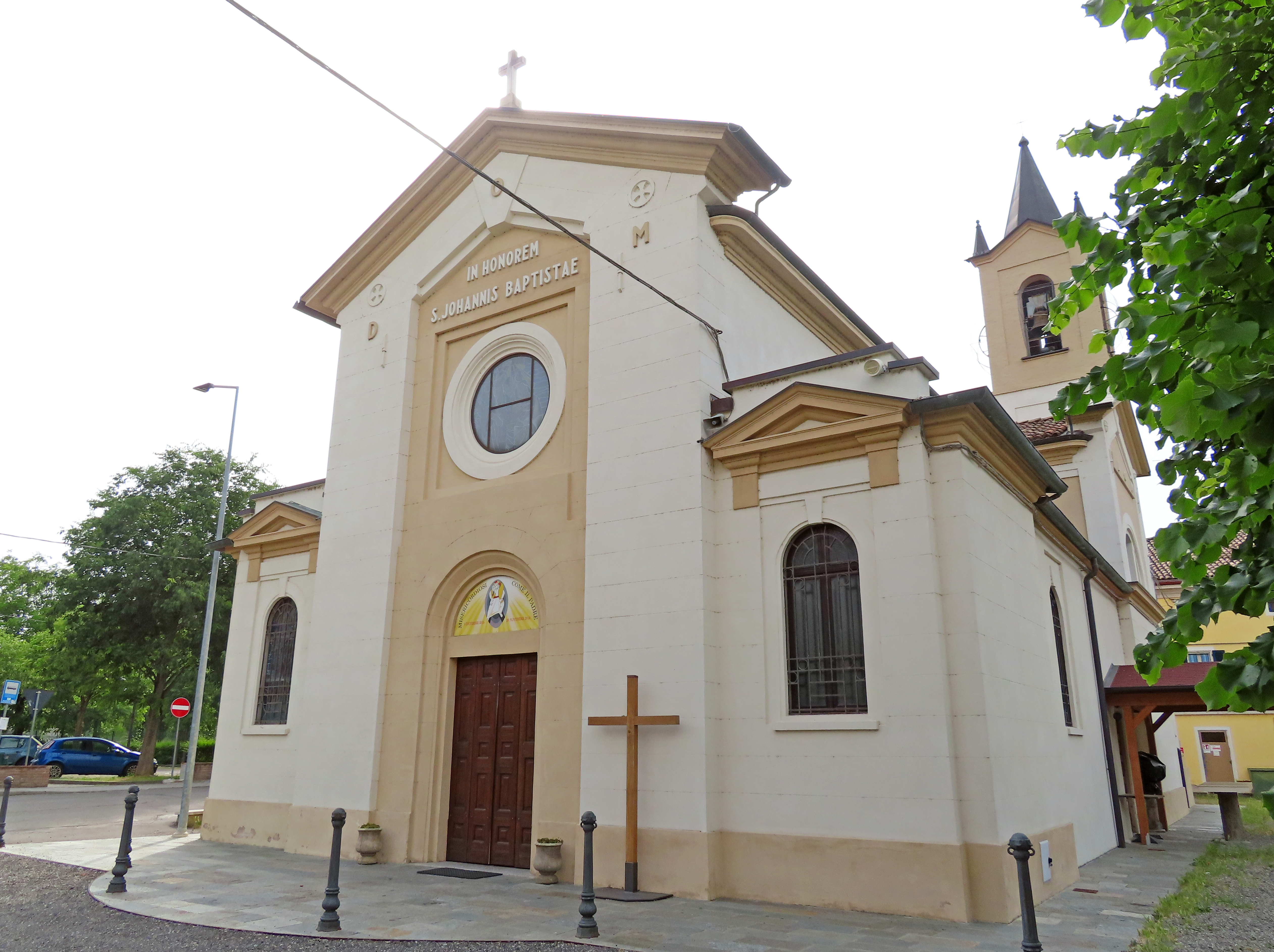
Chiesa di San Giovanni Battista a Felegara

Menzionata per la prima volta nel 1230, la chiesa originaria di Felegara, elevata a sede parrocchiale nel 1564, fu abbattuta dopo il 1579 e ricostruita tra il 1627 e il 1714; dotata nel 1790 di campanile sopraelevato nel 1920, fu radicalmente ristrutturata in forme moderniste e ampliata tra il 1934 e il 1938 su progetto dell'architetto Moderanno Chiavelli, che ricostruì anche la facciata; decorata nel 1959 su disegno dell'architetto Marco Pellegri, fu restaurata tra il 2014 e il 2016. Il luogo di culto è ornato internamente sugli archi, sulle paraste e sul catino absidale con piastrelle in cotto eseguite dallo scultore Mario Orlandini, che realizzò anche l'altare maggiore in marmo e il ciclo di pannelli in rilievo del presbiterio.

#### Chiesa di San Giovanni Battista a Sant'Andrea Bagni

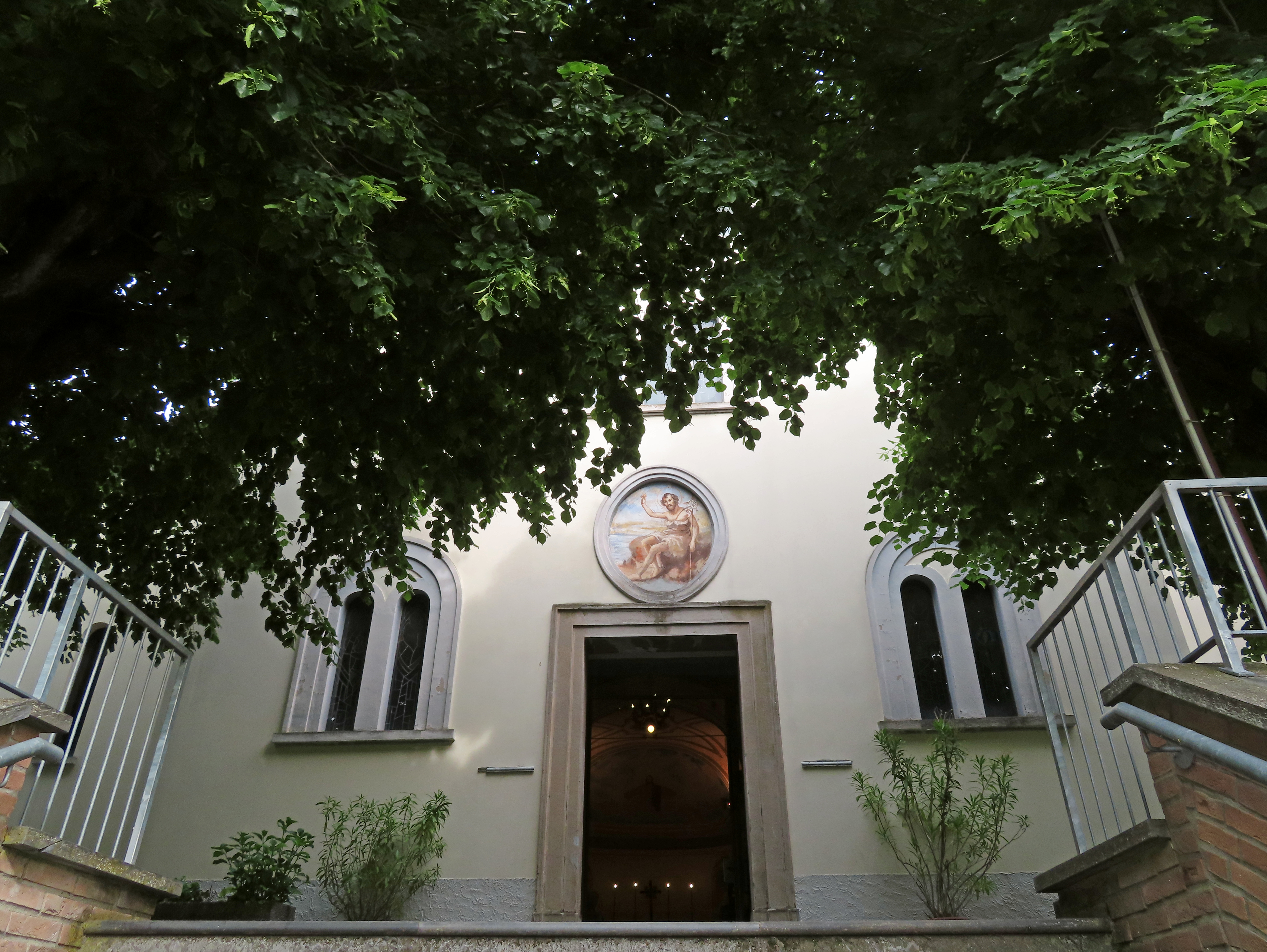
Chiesa di San Giovanni Battista a Sant'Andrea Bagni

Menzionata per la prima volta nel 1187, verso la metà del XIV secolo l'antica chiesa di Sant'Andrea Bagni fu demolita e completamente ricostruita; profondamente ristrutturata in stile barocco nella seconda metà del XVIII secolo, fu pesantemente danneggiata dai bombardamenti alleati nel 1944 e parzialmente riedificata nel 1948; il luogo di culto, affiancato da due cappelle per lato, è internamente ornato con paraste doriche, archi decorati e affreschi.

#### Chiesa di San Giorgio Martire a Varano dei Marchesi

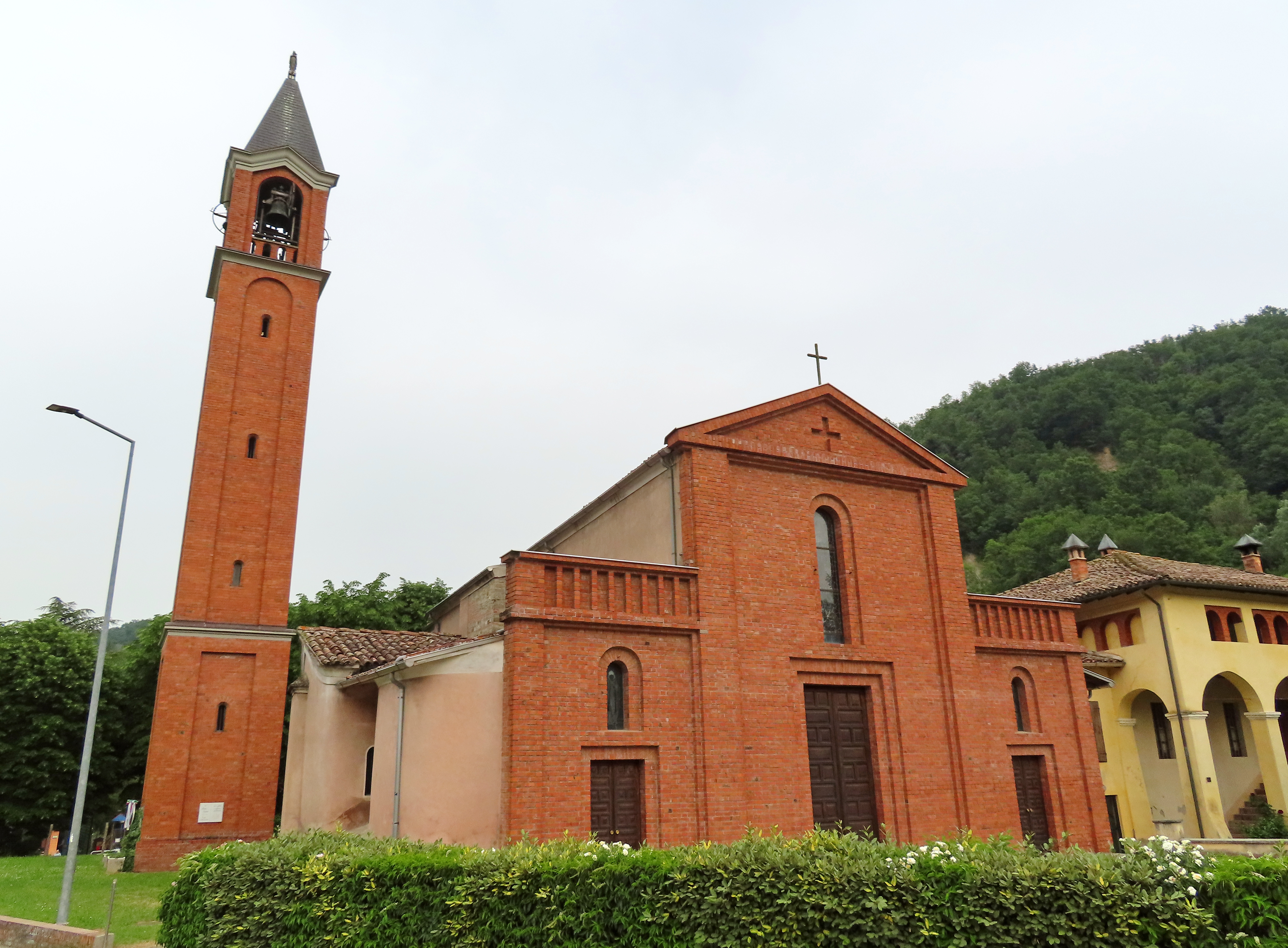
Chiesa di San Giorgio Martire a Varano dei Marchesi

Menzionata per la prima volta nel 981, l'antica chiesa di Varano dei Marchesi fu completamente ricostruita in stile barocco nei primi anni del XVII secolo per volere dei marchesi Pallavicino e successivamente modificata nella zona absidale; danneggiata pesantemente dai bombardamenti alleati della seconda guerra mondiale, fu risistemata nel 1951 con la riedificazione del campanile e della facciata in stile neoclassico rivisitato, su progetto dell'ingegner Carlo Corradi; assegnata nel 2003 alla diocesi di Parma, fu restaurata tra il 2013 e il 2014. Il luogo di culto, affiancato da due cappelle per lato, è internamente ornato con lesene doriche e affreschi sulle volte a botte lunettate.

#### Chiesa di San Michele Arcangelo a Roccalanzona

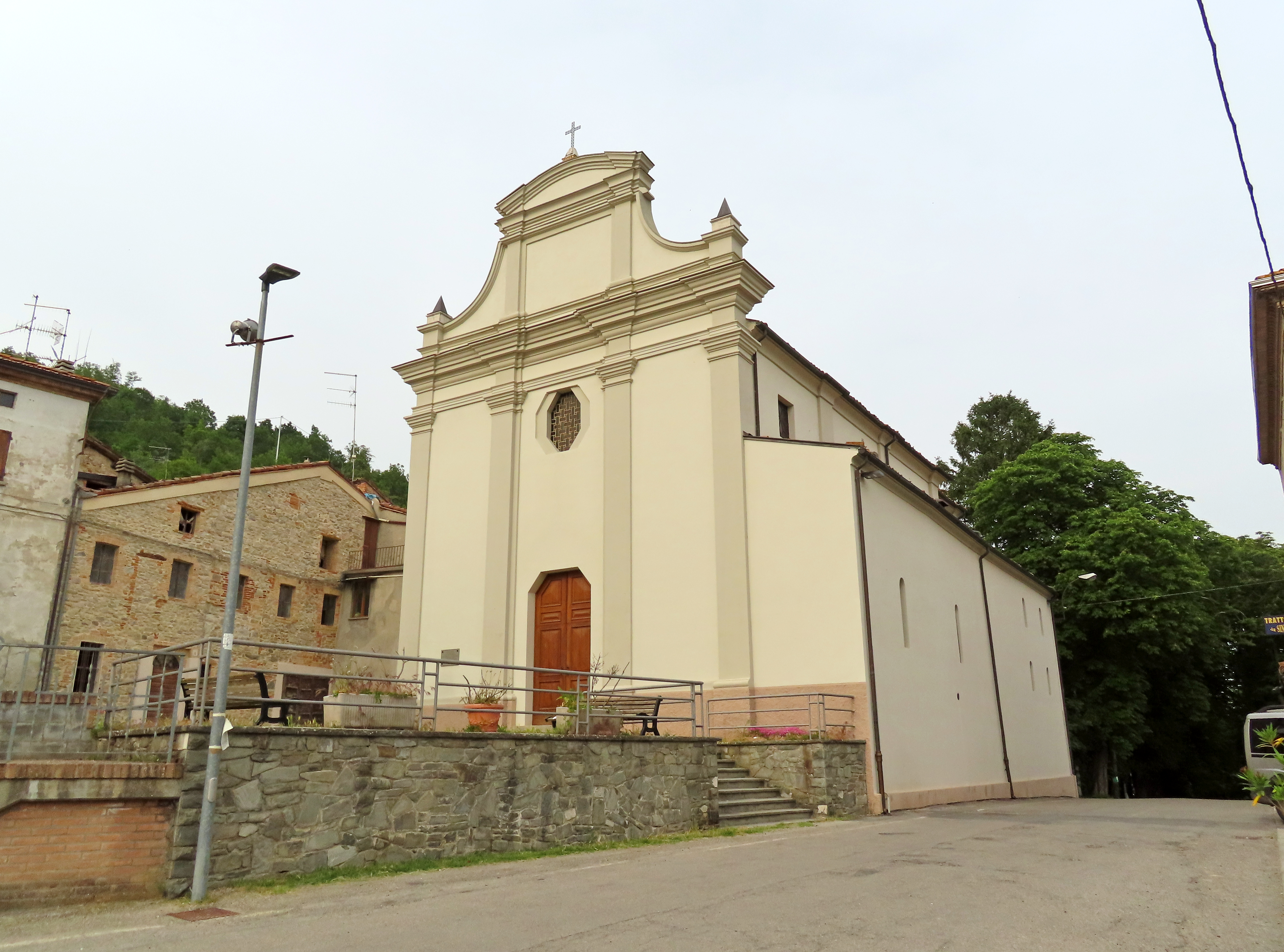
Chiesa di San Michele a Roccalanzona

Edificata in stile barocco tra il 1670 e il 1715 in sostituzione della cappella medievale del castello abbandonata in quegli anni, la chiesa di Roccalanzona fu ristrutturata in più riprese nel XIX secolo e arricchita del campanile nel 1843; decorata internamente in forme neorinascimentali nel 1933, fu restaurata esternamente nel 2017. Il luogo di culto conserva varie opere di pregio, tra cui una croce astile bronzea duecentesca, una statua della Madonna dell'Annunciazione realizzata entro il XIV secolo e alcuni dipinti.

#### Chiesa di San Nicolò a Miano

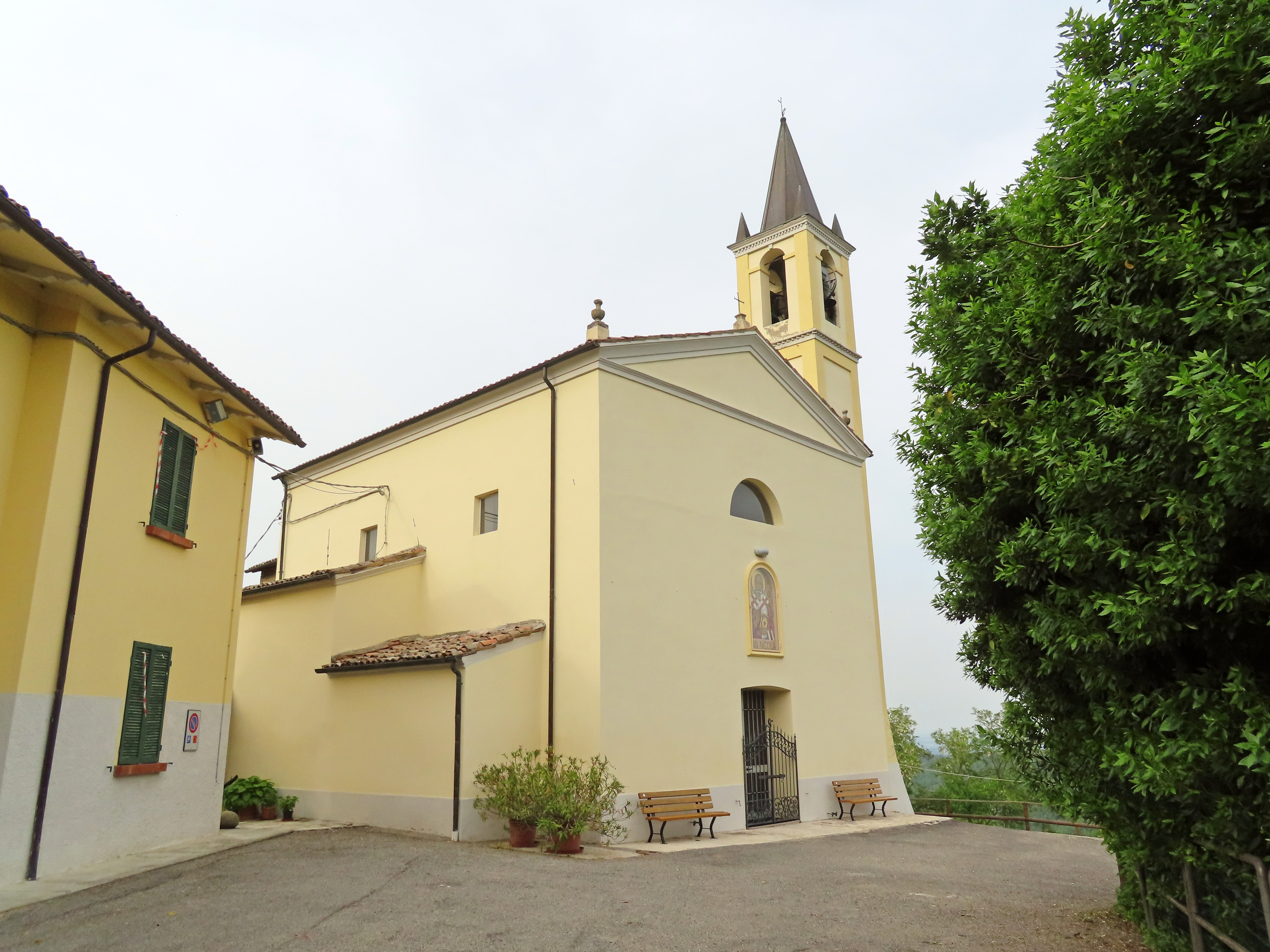
Chiesa di San Nicolò

Menzionata per la prima volta nel 1230, la chiesa originaria di Miano, elevata a parrocchia nel 1564, fu abbattuta nel 1869 e ricostruita nel 1876 in stile neoclassico, utilizzando le pietre delle rovine del castello; lesionata da un terremoto verso il 1920, fu successivamente ristrutturata; riparata nel 1928 per i danni causati da un fulmine, nel 2011 fu restaurata e consolidata strutturalmente. La piccola chiesa, affiancata da due cappelle, è decorata internamente con paraste doriche, cornici e archi realizzati nel 1920 da Dino Mora.

#### Chiesa dei Santi Gervasio e Protasio a Visiano

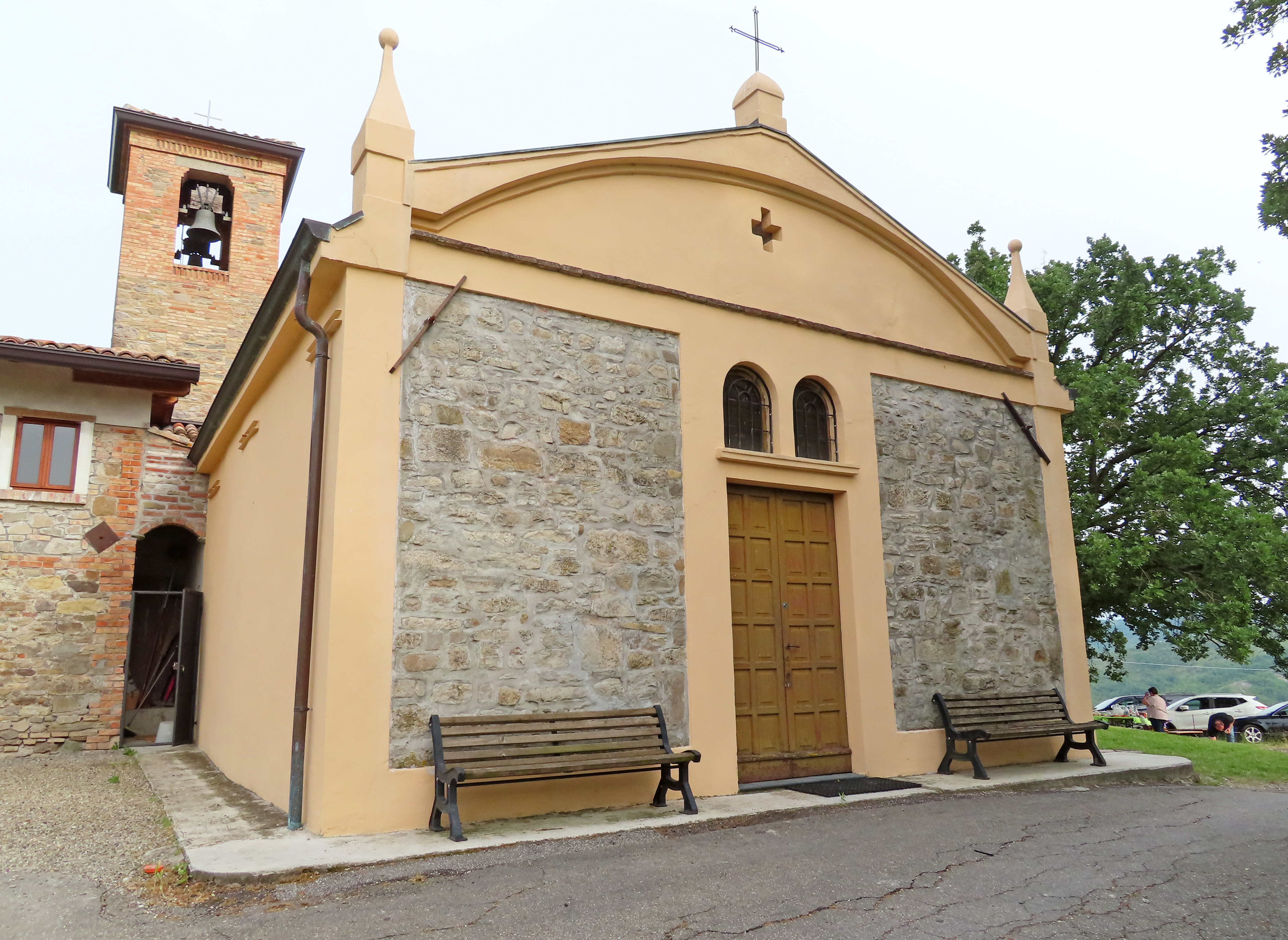
Chiesa dei Santi Gervasio e Protasio a Visiano

Menzionata per la prima volta nel 1299, la piccola chiesa di Visiano, modificata in seguito in forme barocche, fu completamente ristrutturata nel 1997, dopo un prolungato abbandono. Il luogo di culto, sviluppato su un impianto a navata unica, conserva un'antica croce astile.

### Architetture militari

#### Castello di Medesano

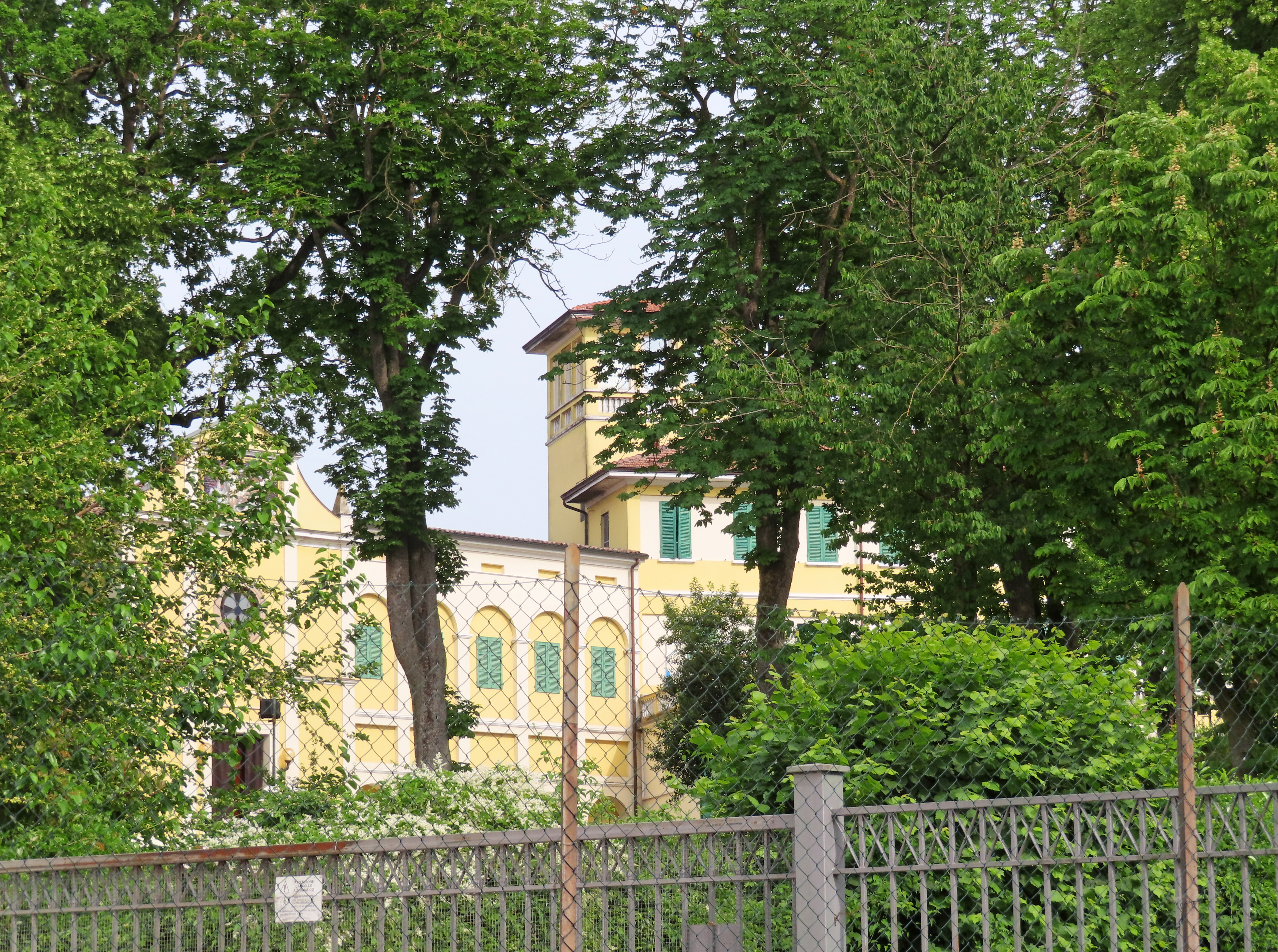
Il Poggio

Costruito sul Poggio tra il 1140 e il 1145 per volere di Oberto I Pallavicino, a causa della sua posizione strategica fu attaccato e distrutto più volte fin dalle origini; conteso per tutto il XIII secolo tra i guelfi e i ghibellini parmigiani, appartenne negli anni ai Pallavicino, ai da Correggio, ai da Cornazzano, ai Rossi, ancora ai Pallavicino, a Ludovico il Moro, ai Mischi e infine ai Sanvitale; venute meno le esigenze difensive, cadde in profondo declino fino alla sua completa demolizione; sulle rovine fu in seguito edificata, dalla nobile famiglia Grossardi, una villa nobiliare, che agli inizi del '900 divenne un monastero, poi trasformato in salumificio.

#### Castello di Varano Marchesi

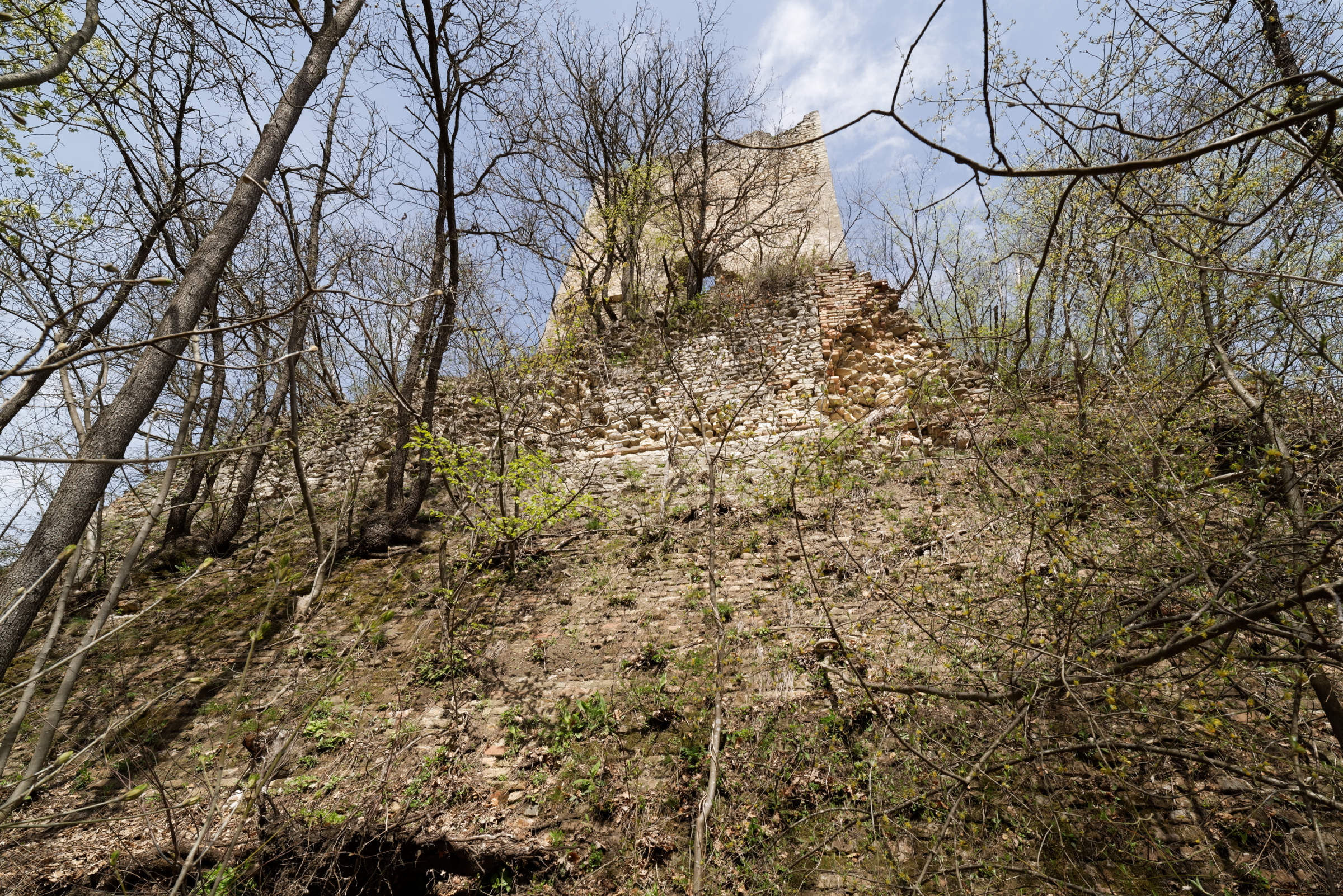
Castello di Varano Marchesi

Edificato probabilmente già nell'XI secolo, il castello di Varano de' Marchesi fu assegnato nel 1249 al marchese Oberto II Pallavicino, i cui discendenti lo mantennero quasi ininterrottamente fino al 1782, quando, in seguito all'estinzione del ramo della casata, ne furono investiti i marchesi Bergonzi; incamerato dal ducato di Parma e Piacenza dopo l'abolizione napoleonica dei diritti feudali del 1805, il maniero fu definitivamente abbandonato e cadde in rovina; oggi se ne conservano soltanto i resti del mastio, che emergono dalla boscaglia in posizione panoramica sulla valle del torrente Recchio.

#### Castello di Roccalanzona

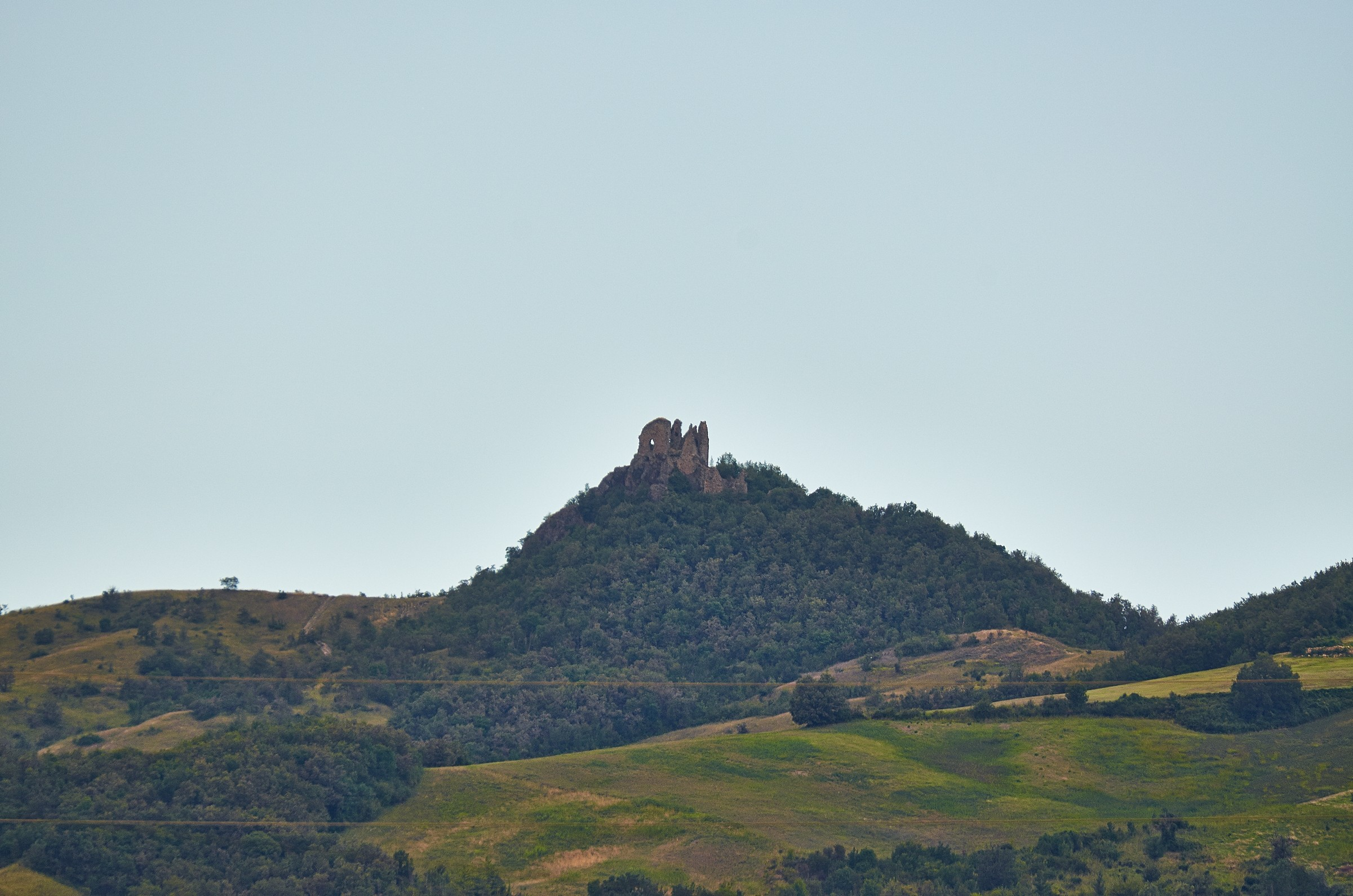
Castello di Roccalanzona

Costruito probabilmente nel X secolo dai Longobardi, il castello di Roccalanzona fu alienato nel 1028 alla chiesa di San Pietro di Paderna e nel 1043 al monastero di San Savino di Piacenza; a lungo conteso fra i Pallavicino e i Vinciguerra di Varano de' Melegari, nel 1418 fu assegnato ai Rossi; sopravvissuto ai pesanti attacchi subiti durante la guerra dei Rossi, il possente maniero appartenne quasi ininterrottamente alla casata fino al 1666, quando fu ceduto per debiti alla Camera ducale di Parma, che nel 1692 lo assegnò alla famiglia Ercolani della Rocca; profondamente degradato già all'epoca, oggi se ne conservano soltanto gli imponenti ruderi su uno sperone di roccia ofiolitica.

#### Castello di Sant'Andrea
Edificato nella seconda metà del XIII secolo dai Pallavicino di Ravarano, il castello di Sant'Andrea Bagni fu demolito nel 1295 e successivamente ricostruito dai da Cornazzano, che lo alienarono nel 1356 ai Rossi; occupato nel 1408 da Ottobuono de' Terzi, fu in seguito restituito da Niccolò III d'Este ai Rossi, che lo persero nuovamente nel 1428 in favore di Rolando il Magnifico; espugnato nel 1441 da Niccolò Piccinino, che lo cedette ai da Cornazzano, fu riconquistato nel 1449 da Pier Maria II Rossi, ma nel 1482, durante la guerra dei Rossi, se ne appropriò il marchese di Varano de' Melegari Gian Francesco Pallavicino, che lo trasmise ai suoi discendenti; completamente abbandonato e degradato, nel 1804 ne risultavano visibili solo le fondamenta, riscoperte agli inizi del XXI secolo.

#### Castello di Miano
Edificato in epoca medievale, il castello di Miano fu assegnato nel 1189 al marchese Oberto I Pallavicino; conquistato dai guelfi parmigiani nel 1267 e demolito nel 1297, fu ricostruito e restituito nel 1360 ai Pallavicino; attaccato nel 1427 da Pier Maria I de' Rossi, fu completamente distrutto e mai più riedificato; i suoi ruderi rimasero visibili fino al 1869, quando le ultime pietre furono utilizzate per la costruzione della nuova chiesa di San Nicolò.

## Società

### Evoluzione demografica
Abitanti censiti

### Etnie e minoranze straniere
Al 31 dicembre 2023 la popolazione straniera era di 1.148 persone, pari al 10,66% della popolazione.

## Geografia antropica

### Frazioni

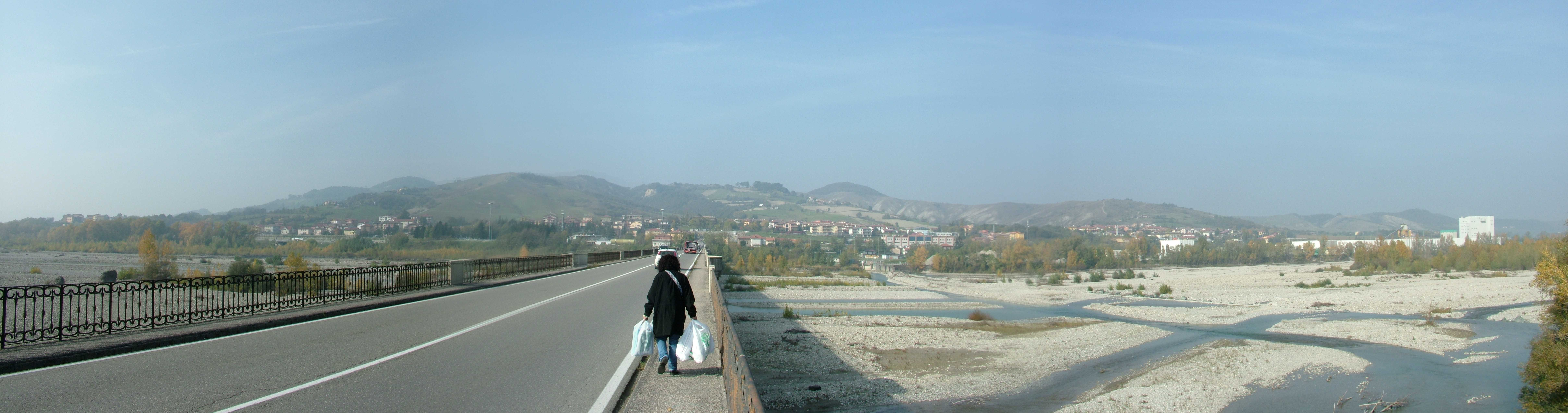
Panorama di Ramiola vista dal lato fornovese del fiume Taro

Arduini, Ca' Bernini, Ca' Dordone, Ca' Rettori, Case Caselli, Cavicchiolo, Costa Cavalli, Felegara, Ferrari, La Carnevala, Mezzadri, Miano, Ramiola, Roccalanzona, Sant'Andrea Bagni, Santa Lucia, Troilo, Varano dei Marchesi e Visiano.

## Amministrazione

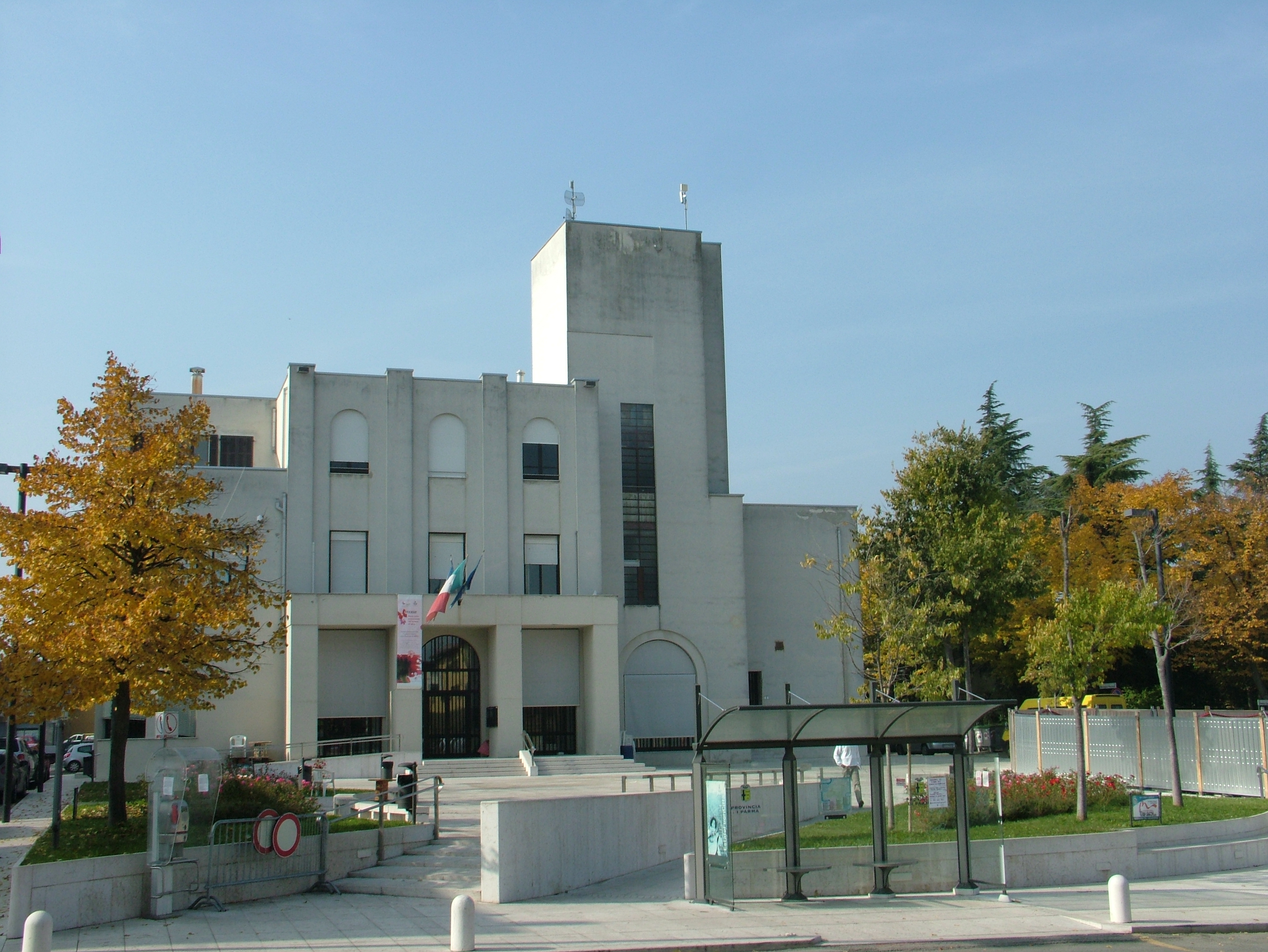
Il municipio di Medesano

Il gonfalone comunale

Di seguito è presentata una tabella relativa alle amministrazioni che si sono succedute in questo comune.
| Periodo          | Periodo          | Primo cittadino    | Partito                                             | Carica  | Note   |
| ---------------- | ---------------- | ------------------ | --------------------------------------------------- | ------- | ------ |
| 27 agosto 1985   | 8 settembre 1989 | Armando Sanelli    | Partito Socialista Italiano                         | Sindaco | [ 36 ] |
| 8 settembre 1989 | 9 luglio 1990    | Flavio Tivoli      | Partito Comunista Italiano                          | Sindaco | [ 36 ] |
| 28 luglio 1990   | 3 dicembre 1991  | Flavio Tivoli      | Partito Comunista Italiano                          | Sindaco | [ 36 ] |
| 3 dicembre 1991  | 24 aprile 1995   | Paolo Oppici       | Partito Socialista Italiano                         | Sindaco | [ 36 ] |
| 24 aprile 1995   | 14 giugno 1999   | Flavio Tivoli      | centro-sinistra                                     | Sindaco | [ 36 ] |
| 14 giugno 1999   | 14 giugno 2004   | Flavio Tivoli      | centro-sinistra                                     | Sindaco | [ 36 ] |
| 14 giugno 2004   | 8 giugno 2009    | Roberto Bianchi    | lista civica, sostenuta da Forza Italia e Lega Nord | Sindaco | [ 36 ] |
| 8 giugno 2009    | 25 maggio 2014   | Roberto Bianchi    | lista civica, sostenuta da PdL e Lega Nord          | Sindaco | [ 36 ] |
| 26 maggio 2014   | 27 maggio 2019   | Riccardo Ghidini   | lista civica: "Medesano insieme", sostenuta da PD   | Sindaco | [ 36 ] |
| 27 maggio 2019   | in carica        | Michele Giovanelli | lista civica: "Medesano insieme"                    | Sindaco | [ 36 ] |

## Infrastrutture e trasporti
Medesano è posta lungo la Strada statale 357 di Fornovo, servita da autocorse in servizio pubblico gestito dalla società TEP. Fra il 1908 e il 1937 il collegamento con Parma era svolto dalla Tranvia Fornace Bizzi-Medesano, esercitata con tram a vapore.
A servizio del paese è in funzione con un traffico limitato di passeggeri la stazione di Medesano, posta sulla linea ferroviaria Fidenza-Fornovo.